# Франсоа Бурбот
Франсоа Бурбот (24. фебруар 1913 — 15. децембар 1972) био је француски професионални фудбалер који је играо на позицијама одбрамбеног играча и везног играча . За репрезентацију Француске одиграо је 17 утакмица између 1937. и 1942. године.